# Cabane du Mont-Rose
La cabane du Mont-Rose, également la cabane Bétemps, est un refuge de montagne du Club alpin suisse situé à 2 882 m d'altitude dans le canton du Valais. Un nouveau bâtiment a été construit et inauguré en 2009. Le projet de construction a été élaboré par l'École polytechnique fédérale de Zurich (EPFZ) en collaboration avec le Club alpin suisse.

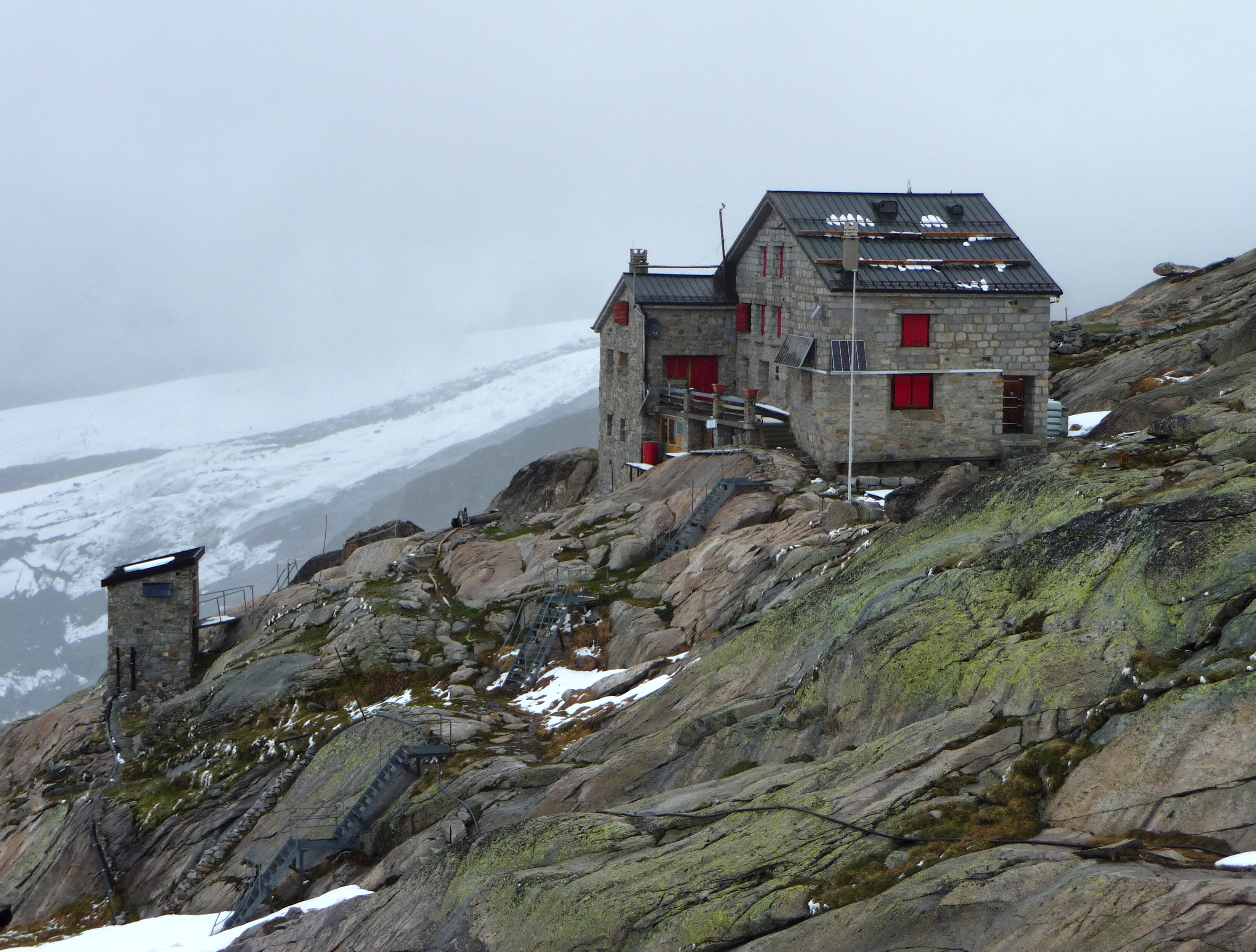
L'ancienne cabane du Mont-Rose.
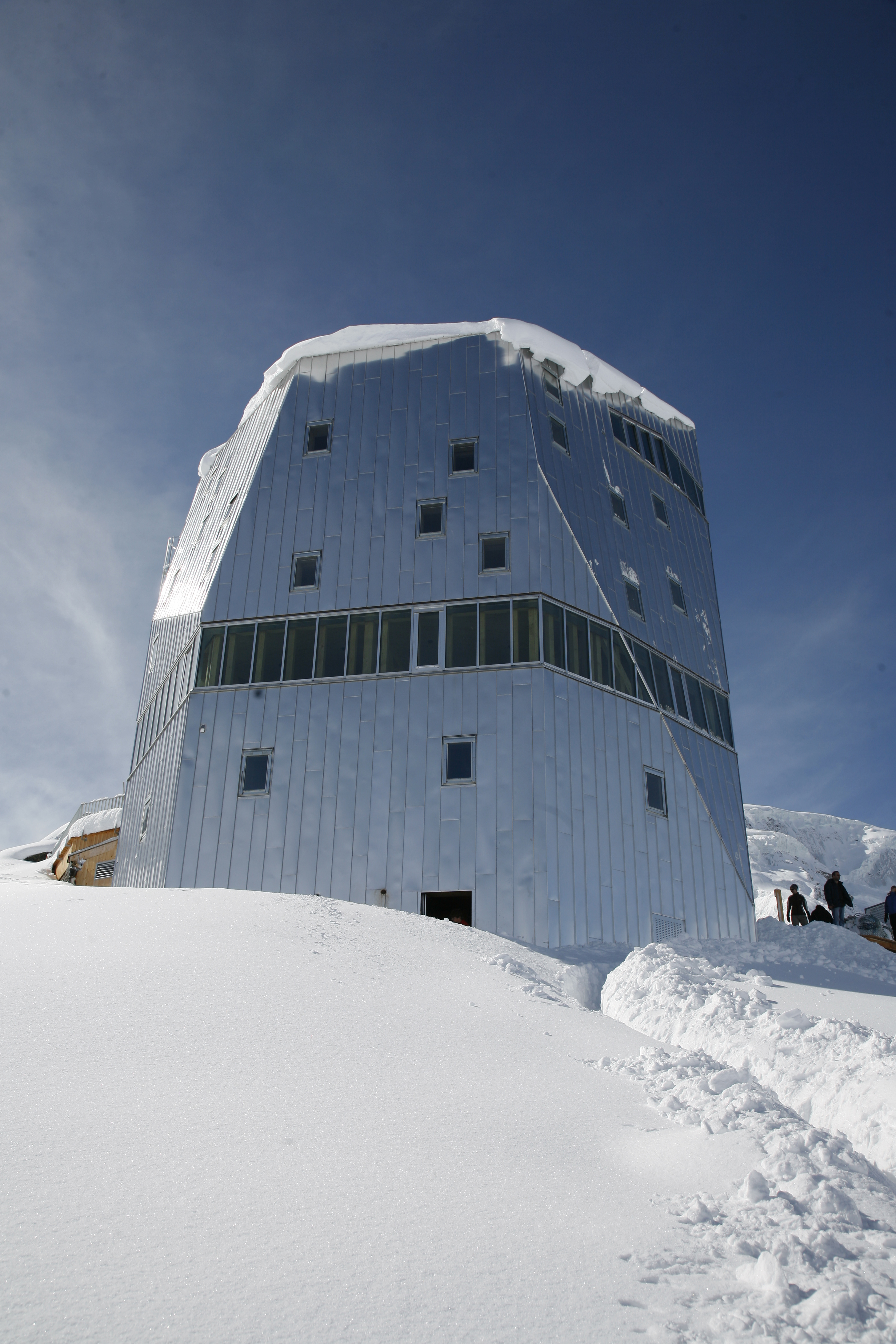
La nouvelle cabane du Mont-Rose, revêtue de plaques d’aluminium.
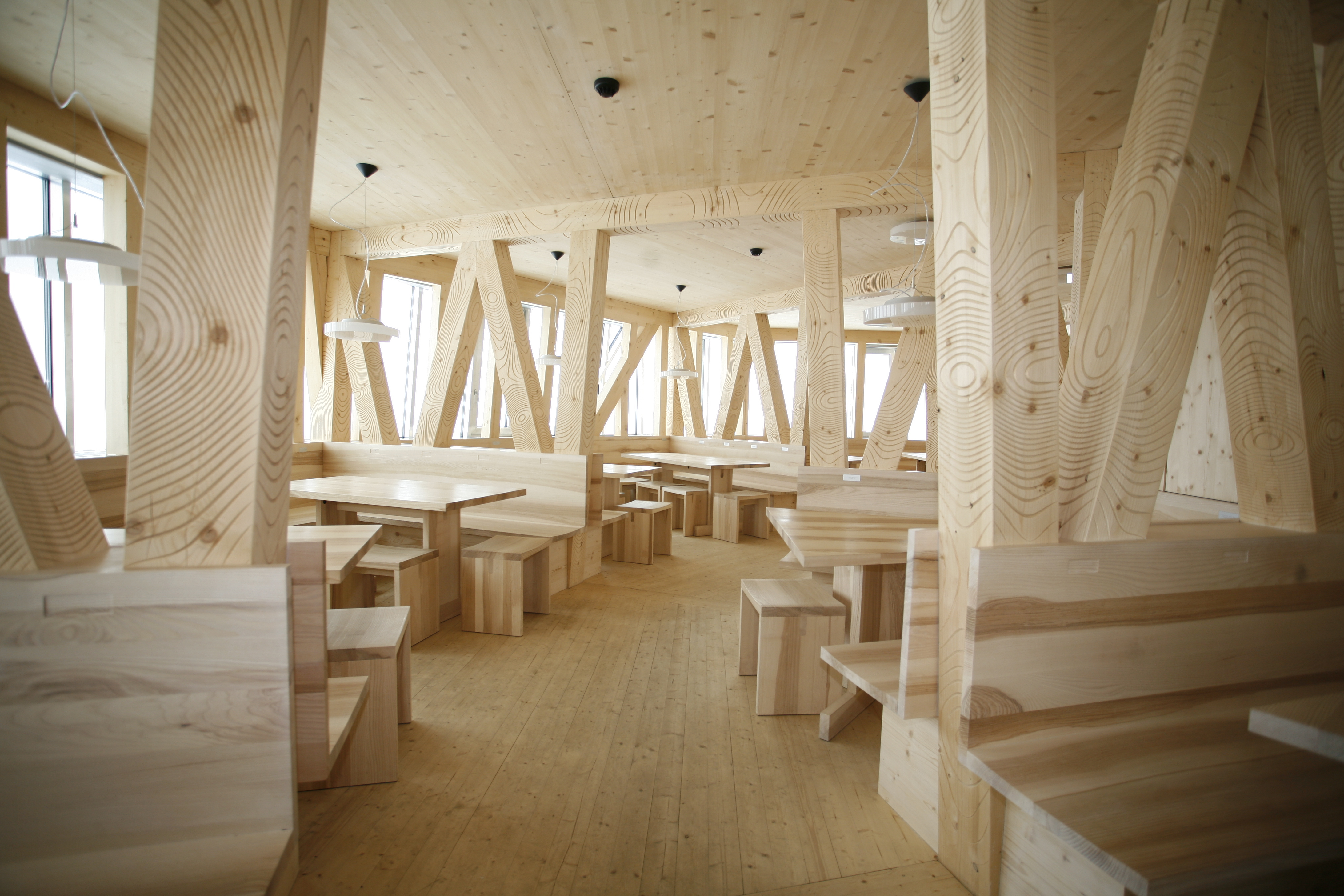
Intérieur de la nouvelle cabane.